# Salmo ischchan
La trucha del lago Sevan (Salmo ischchan) es un pez de agua dulce de la familia de los salmónidos que es endémico del lago Sevan, en Armenia, donde se ha pescado tradicionalmente para su comercialización y como pesca deportiva.

## Biología
Los adultos desovan en el mismo lago, sobre la fina grava del fondo; permanecen junta a las orillas del lago durante la primarera y durante el otoño, mientras que en invierno y verano se desplazan a mayor profundidad en el centro del lago.
Los ejemplares adultos se alimentan exclusivamente de anfípodos.

## Especie amenazada
Está amenazada, debido a varios competidores introducidos al hábitat del lago durante el periodo soviético por los humanos: Coregonus lavaretus del lago Ladoga, Carrasius auratus, y Astacus leptodactylus. Casi extinto en su lago original, sobrevive en el lago Issyk Kul de Kirguistán, donde fue introducido en la década de 1970. 
En 1976, una resolución del "Consejo Armenio de Ministros paró la pesca comercial de esta trucha, y organiza el "Parque nacional Sevan". 
Varicorhinus capoeta el "sevan khramulya" es otro importante pez del lago Sevan.